# 도쿄 국제 포럼

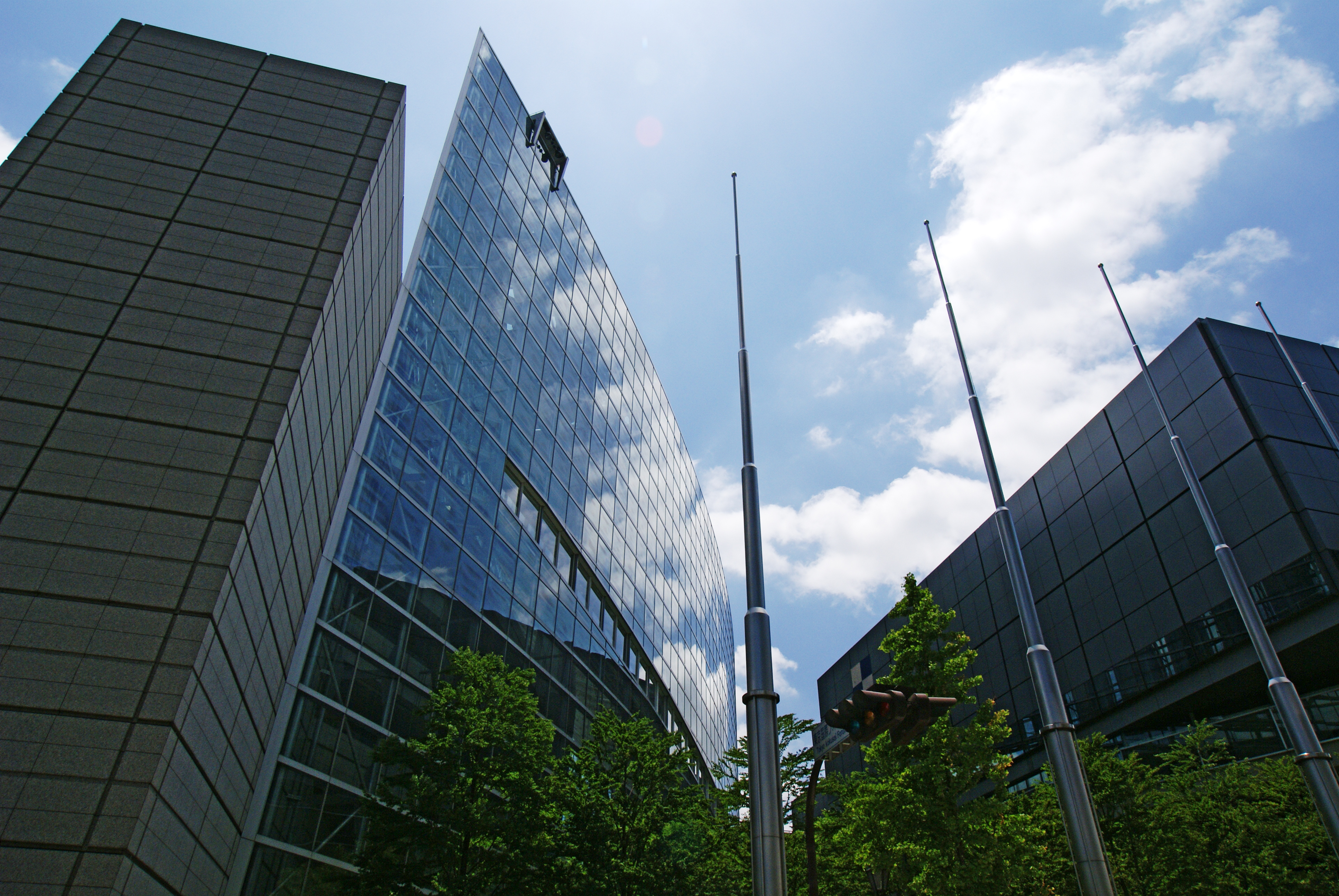
도쿄 국제 포럼 (실외)

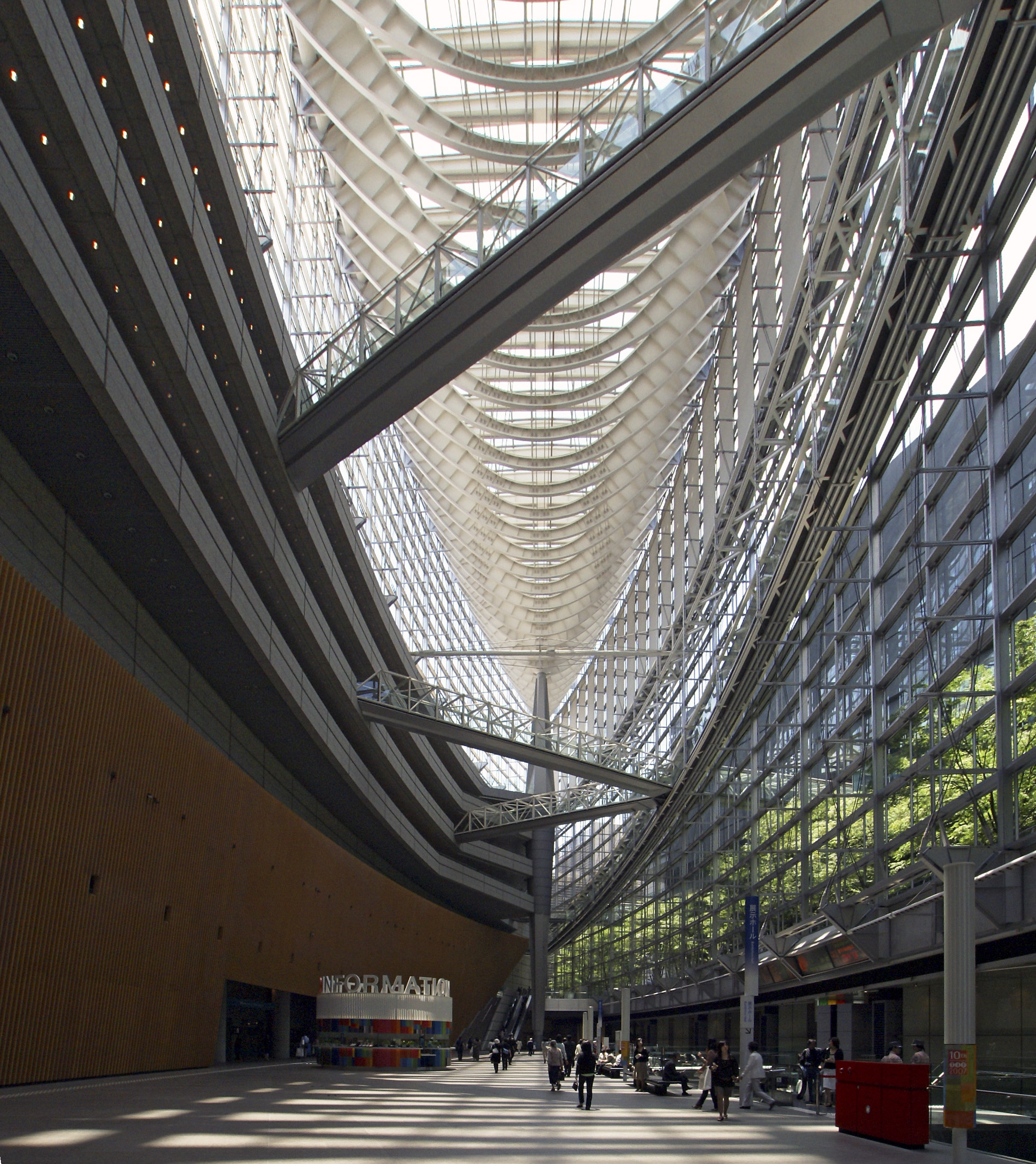
도쿄 국제 포럼 (실내)

도쿄 국제 포럼(일본어: 東京国際フォーラム)은 일본 도쿄도 지요다구 마루노우치에 있는 종합 문화 시설이다. 지상11층, 지하 3층으로 되어 있으며, 작은 7개의 홀과 33개의 회의실, 전시홀, 갤러리, 레스토랑을 갖추었다.